# كفرمو
كفرمو هي قرية سورية تتبع محافظة إدلب تقع على بعد 3 كم من مدينة حارم في منطقة جبلية على ارتفاع 540 م فوق سطح البحر.

## الطبيعة
طبيعتها خلابه فيها أشجار والنباتات البرية منتشرة في طبيعتها الجبلية مثل البطم والبلوط والفرمويز والعيصلان والزعتر والسماق والزعرور ويعيش في مناطق واحراج كفرمو أنواع من الطيور البرية كالنسر السوري والحجل والحمام البري والدرغل والقنبر.
تشتهر كفرمو بالزراعة ومعروفة بتبغها المميز، وكذلك بقمحها الأسمر العمقي والكثير من الاشجار المثمرة مثل: التين والفستق الحلبي والرمان والأجاص والزيتون المسمى الزيتون الروماني القديم؛ كما أن الآن أهالي كفرمو يزرعون نوعا من الزيتون يسمى بالصوراني ومشهور جدا هذا النوع في المنطقة الغربية من سوريا لكثرة زيته وطيبة زيتونه الأسود المسمى بالعطون.
ثروتها الحيوانية هي الغنم والبقر والماعز تكثر في كفرمو الحيوانات المفترسة كالذئاب والضباع والأفاعي وقيل من فترة ليست بطويلة كانت النمور تسرح وتمرح بها.
أصناف التين في كفرمو: القطيمي، التموزي، الماسوني، السماقي، الأبيض، الأبيض الفحلي، السلطاني، الخضريوي، الشندليوي، الأزرق، شحم البنات، الأسود.

## المناطق المعروفة في كفرمو
قشى الشمالي، الجورة، جورة عيوش، كاف الشوحة، وادي السبع، جور القش، ظهر الدير، قشى الزعتر، قشى معيط، الخلة، الوادي الغربي، البطيخة، الليمونية، المرسة، الوادي الشرقي، شنباصر، أرض العروس، الشيطة، وادي الجرص، حير جواد.

## الأكلات المشهورة في كفرمو
خبز الفليفلة، الباطرش (قريب من المتبل)، مجدرة البرغل، الحويش: أيام الربيع مجموعة من النباتات البرية تجمع أيام الربيع وتطبخ مع البصل والبرغل، مخلوطة البرغل، وطبعا الكبة أهمها الكبة النية بلحم الحجل، الضأن أو الماعز وتدق على الحجر أو الجرن.